# United States Enrichment Corporation
United States Enrichment Corporation (Американская Обогатительная Корпорация, АОК) — дочерняя компания Centrus Energy Corp. (ранее USEC Inc. ),  корпорация, имеющая контракт с Министерством энергетики США на производство обогащенного урана для использования на атомных электростанциях. В настоящее время оба газодиффузионных обогатительных завода, принадлежащие компании, закрыты, возможности обогащать уран компания не имеет.

## История
Корпорация USEC была создана согласно федеральному закону США 1992 года об энергетической политике с целью приватизации обогащения урана для использования в гражданских целях. В июле 1993 года USEC были переданы государственные заводы по обогащению урана. Продажа USEC была завершена 28 июля 1998 года посредством первичного публичного предложения акций USEC. В результате приватизации Правительство США получило около трех млрд долларов.  
В собственности USEC находился газодиффузионный завод в Пикетоне, штат Огайо, недалеко от Портсмута. В мае 2001 года USEC прекратила операции по обогащению урана в Пикетоне и консолидировала их в Падьюке, штат Кентукки. В следующем году операции по перевалке и доставке были также объединены в Падьюке.  
В Пикетоне строился демонстрационный каскад  газовых центрифуг для первоначальной коммерческой эксплуатации в 2009 году, а в 2012 году планировалось запустить в эксплуатацию полноразмерную установку. Однако в июле 2009 года Министерство энергетики не предоставило гарантию кредита в размере 2 миллиардов долларов США, что привело к недостатку финансирования, в результате чего компания была вынуждена предпринять шаги для свёртывания проекта».
28 июля 2009 г. компания заявила, что приостанавливает работу над проектом из-за решения Министерства энергетики не предоставлять гарантии по кредитам. Министерство энергетики заявило, что предлагаемый завод не был готов к коммерческому производству и, следовательно, не имеет права на получение кредитных гарантий. Министерство также заявило, что если USEC отзовет свою заявку, она получит 45 миллионов долларов в течение следующих 18 месяцев для проведения дальнейших исследований.
Перед сокращением и окончательным прекращением обогащения урана 31 мая 2013 года газодиффузионная установка в Падьюке потребляла около 3000 мегаватт электроэнергии при пиковой работе. Электростанция для газодиффузионного завода в Падьюке была получена от администрации долины Теннесси (TVA). В 2012 году большая часть энергосистемы TVA была произведена на угольных электростанциях, причем на три атомные электростанции приходилось около 30 процентов энергии TVA.
Министерство энергетики продолжает нести ответственность за очистку участков материалов, оставленных там до 1993 года.  
USEC был исполнительным агентом Соглашения о покупке высокообогащенного урана между США и Россией, заключенного в рамках программы « Мегатонны в мегаватты» .  
16 декабря 2013 года USEC объявило, что оно достигло соглашения с большинством своих держателей долгов, чтобы подать заранее организованную и добровольную реструктуризацию банкротства в соответствии с Главой 11 в первом квартале 2014 года. 30 сентября 2014 года руководители объявили, что в результате процедуры банкротства была создана новая компания Centrus Energy Corp.

## внешняя ссылка
- Centrus Energy Архивная копия от 15 июня 2019 на Wayback Machine
- Paducah plant history on Centrus site Архивная копия от 3 мая 2016 на Wayback Machine
- Paducah Gaseous Diffusion Plant Deactivation Project, Home Page (US DOE) (недоступная ссылка)
- U.S. Department of Energy's Portsmouth/Paducah Project Office - or pppo.energy.gov
- Uranium Enrichment Current Issues, USEC Paducah and Portsmouth plants, USA. (WISE Uranium Project, World Information Service on Energy, www.wiseinternational.org) (недоступная ссылка)
- Paducah gaseous diffusion enrichment plant (Kentucky) - Decommissioning Issues (wise-uranium.org/ page)
- Portsmouth gaseous diffusion enrichment plant (Ohio) - Decommissioning Issues (wise-uranium.org/ page)